# Circo Cultural Nelson Brito
O Circo Cultural Nelson Brito, popularmente conhecido como Circo da Cidade, foi um espaço cultural da cidade de São Luís.
Foi lançado oficialmente em 27 de março de 1999, no Aterro do Bacanga, ao lado do Terminal de Integração da Praia Grande. Estava vinculado à Fundação Municipal de Cultura, da Prefeitura de São Luís.
Inicialmente, suas atividades eram voltadas para o público infantil e de baixa renda, tornando-se bastante popular. Posteriormente, passou a abrigar shows, peças, e espetáculos de artistas locais e nacionais.
Por meio da lei 5.084/2009, passou a se chamar Circo Cultural Nelson Brito, em homenagem ao artista maranhense falecido pouco tempo antes.
Em 2012, a estrutura do Circo da Cidade foi desmontada para instalação do VLT (Veículo Leve sobre Trilhos), com a proposta de ser reinstalado em outro endereço. Entretanto, a obra do VLT foi abandonada e o Circo não foi remontado no local.
Diversos movimentos protestam pelo retorno do espaço cultural, que ficava em local acessível e promovia apresentações de artistas locais. Embora existam projetos da Prefeitura para erguer novamente o Circo, o espaço encontra-se abandonado.